# 천창즈

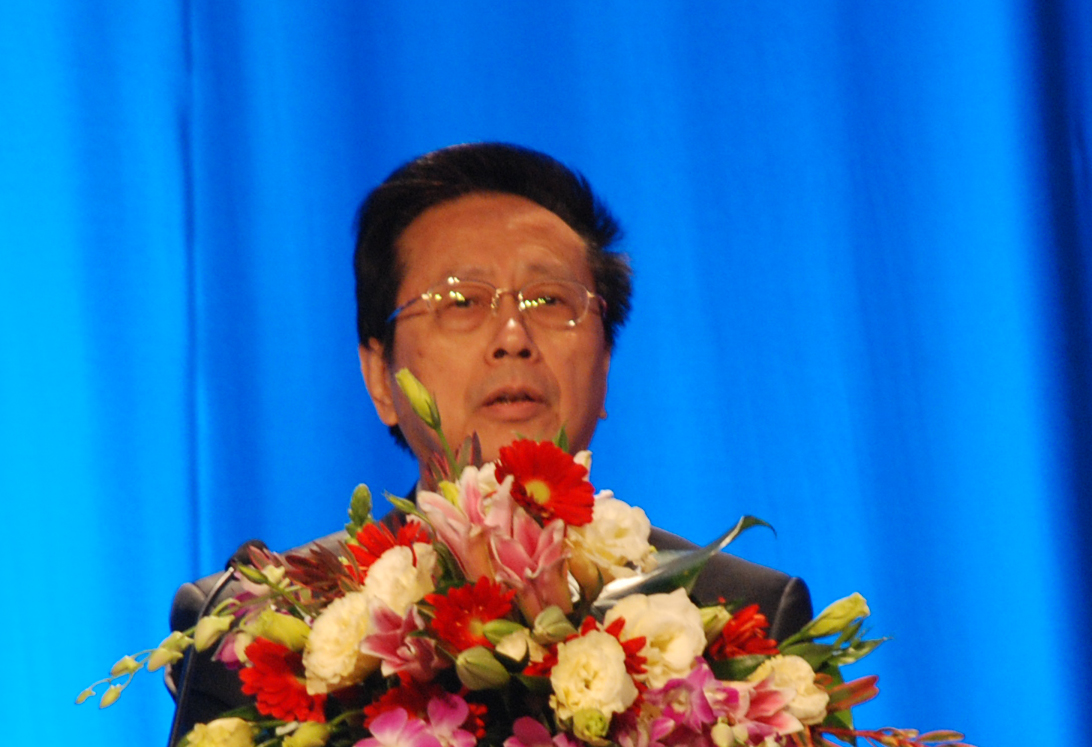

천창즈(진창지, 陈昌智, 1945년 7월 ~ )는 중화인민공화국의 정치인이다. 전 중국 민주 건국회 중앙위원회 주석이다.

## 생애
후베이성 샤오간시 출신으로 1968년 12월 쓰촨 대학 경제학부를 졸업한 후 중국인민해방군 제50군의 하급 농장에서 일했다. 1970년 6월부터 문화대혁명이 끝날 때까지 쓰촨성 진양현 교육계통에서 일했다. 1979년 9월 쓰촨 대학으로 돌아와 경제학을 공부했다. 그 후 쓰촨 대학 경제학과 조교와 강사 및 부교수로 재직했다.
1988년 5월, 43세의 천창즈는 정치에 입문한다. 쓰촨성 정협 부서기장과 중국 민주 건국회 쓰촨성 감찰국 부국장을 역임했다. 1997년 5월 민건 쓰촨성 성위원회 주임과 민건 중앙상임위원회 위원으로 승진했다. 다음해 1월에는 쓰촨성 정협부주석을 맡았다. 1999년 1월, 천창즈는 중앙정부로 자리를 옮겨 2008년 1월까지 감찰부 부부장을 지냈다.
2007년 12월 20일, 민건 제9기 1중전회에서 중앙위원회 주석으로 선출되었고 2008년 3월 제11기 전국인민대표대회 1차 회의에서 제11기 전국인민대표대회 상무위원회 부위원장으로 선출되었다. 2013년 3월 제12기 전국인민대표대회 상무위원회 부위원장으로 다시 선출되었고 2017년 12월 민건 중앙위원회 주석직에서 물러났다.